# 유엔평화로 (오산시)
유엔평화로(UN pyeonghwa-ro)는 경기도 오산시 외삼미동에 있는 도로로, 총 연장은 609m이다. 이름이 유래된 것은 세교지구의 도로구간이 추가됨에 따라, 유엔참전비를 가로지르는 도로로 유엔군이 최초로 국내에서 평화를 위해 싸웠던 격전지에서 유래되었다.

## 역사
- 2009년 11월 6일 : 도로명으로 유엔평화로를 고시

## 지리

### 주요 경유지
- 오산시
  - 외삼미동

### 접촉하는 도로
- 경기대로
- 문시로